# كأس إسكتلندا 1901–02
كأس اسكتلندا 1901–02 (بالإنجليزية: 1901–02 Scottish Cup)‏ هو موسم من كأس اسكتلندا. فاز فيه نادي هيبرنيان.